# Requin cuivre
Carcharhinus brachyurus
Vous lisez un « article de qualité » labellisé en 2014.
Espèce
Synonymes
- Galeolamna greyi Owen, 1853 (ambigu)
- Carcharias brachyurus Günther, 1870 (protonyme)
- Carcharias remotus Duméril, 1865
- Carcharhinus remotus (Duméril, 1865)
- Carcharias lamiella Jordan & Gilbert, 1882
- Carcharhinus ahenea (Stead, 1938)
- Eulamia ahenea Stead, 1938
- Galeolamna ahenea (Stead, 1938)
- Carcharinus improvisus Smith, 1952
- Carcharhinus improvisus Smith, 1952
- Carcharhinus rochensis Abella, 1972
- Carcharhinus remotoides Deng, Xiong & Zhan, 1981
- Carcharhinus acarenatus Moreno & Hoyos, 1983

Statut de conservation UICN

 NT  : Quasi menacé
Le Requin cuivre (Carcharhinus brachyurus) est une espèce de requins de la famille des Carcharhinidae, et le seul membre de son genre que l'on trouve à des latitudes correspondant à un climat tempéré. Il est réparti dans diverses populations isolées les unes par rapport aux autres dans le nord-est et le sud-ouest de l'Atlantique, au large du sud de l'Afrique, dans le nord-ouest et l'est du Pacifique et aux environs de l'Australie et la Nouvelle-Zélande, avec quelques observations dispersés dans les régions équatoriales. Cette espèce vit dans des habitats qui peuvent aller des rivières et estuaires aux eaux saumâtres, jusqu'aux eaux peu profondes des baies et des ports, et à des eaux plus au large jusqu'à 100 m de profondeur. Les femelles vivent séparées des mâles la majeure partie de l'année. C'est une grande espèce qui peut atteindre 3,3 m de long, et qu'il est parfois difficile de distinguer d'autres grands requins Carcharhinidae. Il se caractérise par ses dents de la mâchoire supérieure qui sont étroites et en forme de crochet, par l'absence de crête entre ses nageoires dorsales et par sa coloration bronze unie.
Il se nourrit principalement de céphalopodes, de poissons osseux et de poissons cartilagineux. C'est un prédateur rapide qui chasse souvent en grands groupes, tirant alors avantage de son grand nombre. Au large de l'Afrique du Sud, cette espèce est fortement associée au « sardine run », qui implique des milliers de Pilchards de Californie (Sardinops sagax). Comme les autres requins de sa famille, il est vivipare et l'embryon est nourri à travers une connexion au placenta formée par le sac vitellin. Les femelles donnent naissance à des portées de 7 à 24 jeunes tous les deux ans dans des zones côtières destinées à l'élevage de ces jeunes, et ce après une période de gestation qui dure entre 12 et peut-être 21 mois. Sa croissance est extrêmement lente, et les mâles et les femelles atteignent la maturité sexuelle à respectivement 13 à 19 ans et 19 à 20 ans.
Bien qu'il ne soit pas considéré comme particulièrement dangereux pour l'Homme, ce requin a été impliqué dans quelques attaques sur des chasseurs au harpon et des baigneurs. Cette espèce est valorisée par la pêche commerciale dans l'ensemble de son aire de répartition, et utilisée comme source de nourriture. Elle est menacée de déclin du fait de son faible taux de reproduction. C'est pourquoi l'Union internationale pour la conservation de la nature (UICN) l'a classée parmi les espèces « quasi-menacées ».

## Description

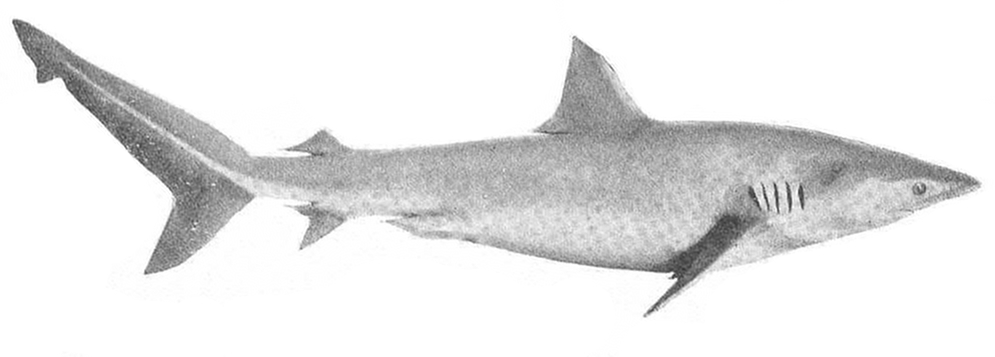
Le Requin cuivre est difficile à distinguer des autres grandes espèces de Carcharhinus.

Le Requin cuivre a un corps élancé, avec un profil légèrement arqué juste derrière la tête,. Son museau est assez long et pointu, et les narines sont précédées de petites excroissances de peau. Les yeux modérément grands et arrondis sont équipés d'une membrane nictitante. La gueule est courte et présente de discrets sillons à ses extrémités. On compte 29 à 35 rangées de dents de chaque côté de la mâchoire supérieure, et 29 à 33 rangées de dents de chaque côté de la mâchoire inférieure. Ces dents présentent des bords dentelés et de fines pointes simples. Les dents de la mâchoire supérieure ont une forme caractéristique en crochets, et deviennent de plus en plus inclinées au fur et à mesure que l'on se dirige vers les côtés, tandis que les dents de la mâchoire inférieure sont droites,. Les dents supérieures d'un mâle adulte sont plus longues, plus étroites, plus incurvées et plus finement dentelées que celles d'une femelle adulte et d'un jeune. Les cinq paires de fentes branchiales sont assez longues, la troisième mesurant entre 2,5 et 4,1 % de la longueur de l'animal,.

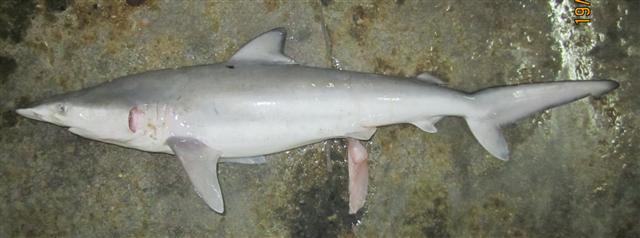
Requin cuivre, port de Phuket, Thaïlande

Les nageoires pectorales sont longues, en forme de faucilles et ont des extrémités pointues. La première nageoire dorsale est grande avec une extrémité pointue et une bordure postérieure concave. Elle prend naissance à peu près au niveau des extrémités des nageoires pectorales. La seconde nageoire dorsale est courte et est positionnée à l'opposé de la nageoire anale. Il n'y a pas de crête qui relie les nageoires dorsales. La queue a un lobe inférieur bien développé, et présente une profonde encoche près de l'extrémité du lobe supérieur. La coloration de ce requin est bronze à gris olive dessus, avec des reflets métallisés et parfois des teintes rose. La coloration est plus sombre vers l'extrémité des nageoires et leurs bordures. Il n'y a pas de marques noires bien nettes à l'extrémité des nageoires, mais l’extrémité de le face ventrale des nageoires pectorales est de couleur chamoisée. Sa coloration passe très rapidement à un gris-brun chamoisé après la mort de l'animal. Le dessous du corps est blanc, une teinte qui s'étend vers les flancs où elle forme une bande bien visible,,. Cette espèce peut atteindre 3,3 m de long, et peser 305 kg.

### Espèces similaires
Le Requin cuivre est fréquemment confondu avec d'autres requins de grande taille du genre Carcharhinus, notamment le Requin requiem de sable (C. obscurus), dont il se distingue surtout par la forme de ses dents supérieures, l'absence de crête entre les nageoires dorsales et l'absence de marques colorées nettes sur les nageoires. C'est cette absence de marques colorées qui le distingue également du Requin tisserand (C. brevipinna) et du Requin bordé (C. limbatus).

## Biologie et écologie
Le Requin cuivre est un requin rapide et actif, que l'on peut rencontrer seul, par deux ou en bancs comprenant jusqu'à une centaine d'individus. Certains groupes semblent se former en lien avec la reproduction de l'espèce, d'autres en réponse à de fortes concentrations de nourriture,.

### Alimentation

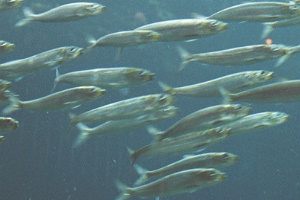
Les Pilchards de Californie sont une des proies les plus souvent consommées par le Requin cuivre au large de l'Afrique du Sud.

Le Requin cuivre se nourrit plus à la base de la colonne d'eau qu'à son sommet, consommant des céphalopodes, comme les calmars du genre Loligo, les seiches et les poulpes, des poissons osseux comme les Triglidae, les Pleuronectiformes, les merlus, les poissons-chats, les Carangidae, les Arripidae, les Mugilidae, les Sparidae, les éperlans, les thons, les sardines et les anchois, et des poissons cartilagineux comme les requins du genre Squalus, les raies de l'ordre des Myliobatiformes et des Torpediniformes et de la famille des Rajidae et les poissons-scies,. Les céphalopodes et les poissons cartilagineux représentent une part plus importante de l'alimentation chez les individus de plus de 2 m de long. Les jeunes consomment aussi des méduses scyphozoaires et des crustacés, comme les Thalassinidea (Callianassa) et les Penaeidae. Le Requin cuivre ne s'attaque pas aux mammifères marins, bien qu'il ait parfois été observé mangeant des carcasses de dauphins blessés mortellement par les filets de pêche. Au large de l'Afrique du Sud, la principale proie de cette espèce est le Pilchard de Californie (Sardinops sagax), qui représente entre 65 et 95 % de son régime alimentaire. Chaque hiver, des bancs de Requins cuivres suivent le « sardine run » du Cap-Oriental à KwaZulu-Natal. Le rassemblement de millions de poissons attire une multitude de prédateurs, dont plusieurs espèces de requins parmi lesquelles le Requin cuivre est le plus représenté.
De grands nombres de Requins cuivres ont été observés chassant ensemble en coopération. Les bancs de petits poissons sont rassemblés en une boule dense par les requins qui les encerclent, puis se jettent chacun leur tour dans cette boule avec la gueule ouverte pour capturer des poissons. Pour chasser les bancs de thons, ils adoptent une formation en V pour rapprocher les thons les uns des autres, chaque requin ciblant un poisson en particulier et attaquant à tour de rôle. À False Bay, en Afrique du Sud, cette espèce suit les bateaux de pêche à la senne.

### Cycle de vie
Comme les autres représentants de la famille des Carcharhinidae, le Requin cuivre est vivipare ; après que les embryons en développement ont épuisé leur réserve en vitellus, le sac vitellin vide se développe en une connexion avec le placenta qui permet à l'embryon d'être nourri par sa mère. Chaque femelle a un seul ovaire fonctionnel (celui du côté droit) et deux utérus. Le mâle mord la femelle lors des prémices de la copulation. Dans l'hémisphère sud, l'accouplement a lieu d'octobre à décembre (printemps et début de l'été), quand les individus des deux sexes migrent vers les eaux du large à des latitudes plus hautes. Les naissances ont lieu de juin à janvier, avec un pic entre octobre et novembre,,.
La femelle Requin cuivre vit dans des eaux peu profondes près des côtes, utilisant des étendues d'eau côtières ou de petites baies et bras de mer pour élever ses jeunes,. Ces nurseries pourvoient de grandes quantités de nourriture aux animaux et évitent la prédation de congénères plus grands. Parmi les zones servant de nurseries à l'espèce bien connues des scientifiques, on recense les eaux au large de l'île du Nord de Waimea Inlet à Hawke's Bay pour les requins de Nouvelle-Zélande, les eaux situées au large de l'Albany, dans et aux alentours du golfe Saint-Vincent et la baie de Port Phillip pour les requins australiens, les eaux du large de Niigata (Japon) pour les requins du Pacifique nord-ouest, les eaux au large de Cap-Oriental pour les requins sud-américains, le large de Rhodes (Grèce), de Nice (France), et d'Al Hoceima (Maroc) pour les requins méditerranéens, les eaux au large de Río de Oro (Sahara occidental) pour les requins du nord-ouest de l'Afrique, les eaux au large de Rio de Janeiro (Brésil) et Buenos Aires et Bahía Blanca (Argentine) pour les animaux du sud-ouest de l'Atlantique, et les eaux du large de Paita et Guanape Cove (Pérou), dans la baie de Sebastián Vizcaíno (Mexique), et dans et aux alentours de la baie de San Diego pour les requins de l'est du Pacifique.
7 à 24 jeunes requins  naissent tous les deux ans, pour une moyenne comprise entre 15 et 16. La taille des portées semble moins conséquente chez les requins de Californie et de la péninsule de Basse-Californie. La période de gestation a une durée estimée à douze mois par la plupart des auteurs, bien qu'une gestation durant entre 15 et 21 mois soit parfois proposée,. Les nouveau-nés mesurent 55 à 67 cm de long,. Le Requin cuivre est une des espèces du genre Carcharhinus qui a la croissance la plus lente. Au large de l'Afrique du Sud, les mâles atteignent la  maturité sexuelle quand ils mesurent entre 2 et 2,4 m de long, à l'âge de 13 à 19 ans, tandis que les femelles l'atteignent entre 19 et 20 ans, quand elles mesurent entre 2,3 et 2,5 m. Les femelles vivant au large de l'Australie atteignent elles aussi leur maturité à une longueur de 2,5 m, tandis que les femelles au large de l'Argentine sont matures à une taille plus petite, d'environ 2,2 m,. La longévité maximale de ce requin est d'au moins 30 ans pour les mâles et 25 ans pour les femelles.

### Prédateurs et parasites
Cette espèce peut être la proie de requins plus grands à l'état jeune. Parmi ses parasites on compte les cestodes Cathetocephalus australis, Dasyrhynchus pacificus et D. talismani, Floriceps minacanthus, Phoreiobothrium robertsoni et Pseudogrillotia spratti, la laîche Stibarobdella macrothela et le trématode Otodistomum veliporum.

## Distribution et habitat

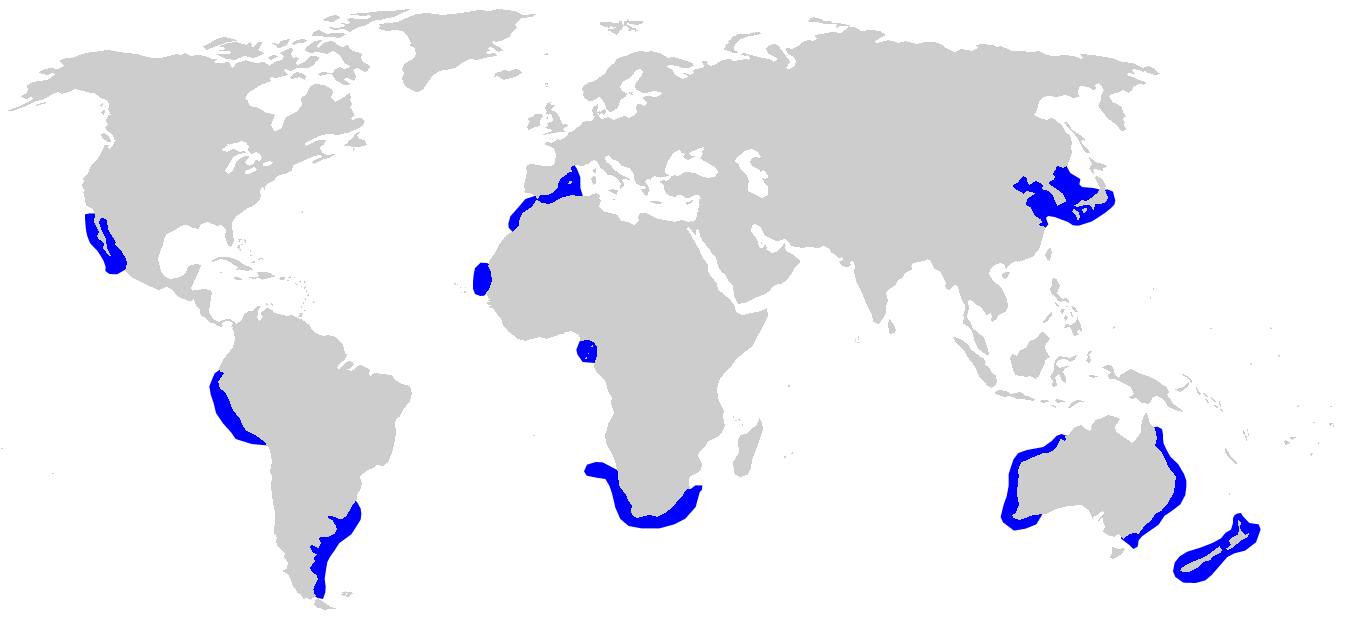
Aire de répartition du Requin cuivre.

Le Requin cuivre est le seul membre de son genre que l'on rencontre largement dans les eaux tempérées plutôt que tropicales. Il est assez largement distribué mais son aire de répartition est fragmentée, avec peu ou pas d’interactions entre elles. Dans l'océan Atlantique, il se rencontre de la mer Méditerranée au Maroc et dans les îles Canaries, au large de l'Argentine, et au large de la Namibie et de l'Afrique du Sud (où il pourrait y avoir deux populations distinctes), avec des observations peu fréquentes en  Mauritanie, dans le golfe de Guinée, et éventuellement dans le golfe du Mexique. Dans l'Indo-Pacifique, on le rencontre de la mer de Chine orientale au Japon (à l'exception d'Hokkaido) et au sud de la Russie, au large du sud de l'Australie (principalement entre Sydney et Perth mais parfois plus au nord), et aux environs de la Nouvelle-Zélande mais pas plus loin que les îles Kermadec ; des observations non confirmées ont eu lieu aux Seychelles et dans le golfe de Thaïlande. Dans l'est du Pacifique, on le trouve du nord du Chili au Pérou et du Mexique à Point Conception, en Californie, en passant par le golfe de Californie. Le Requin cuivre est courant au large de l'Argentine, l'Afrique du Sud, l'Australie et la Nouvelle-Zélande, et rare dans le reste de son aire de répartition. Dans plusieurs zones, son statut est mal défini du fait de la présence d'autres espèces avec lesquelles il peut être confondu,.
Les Requins cuivres peuvent être rencontrés des eaux côtières jusqu'à peu après le plateau continental en zone pélagique, plongeant à des profondeurs de 100 m ou plus. Cette espèce vit généralement dans des eaux très peu profondes, comme les baies, bancs de sable et ports, et vit également dans des zones rocheuses et au large d'îles,. Elle tolère les variations de salinité, et on la trouve parfois dans les estuaires de grands fleuves. Les jeunes vivent dans des eaux côtières à moins de 30 m de profondeur tout au long de l'année, tandis que les adultes vivent plus loin au large, et s'approchent des côtes au printemps et en été, quand de grands groupes peuvent être observés en eau peu profonde.
Les populations de Requins cuivres des deux hémisphères migrent saisonnièrement, en réponse au changement de la température de l'eau, à la disponibilité en proies et à leur cycle de reproduction. Les modalités de cette migration varient suivant le sexe et l'âge,. Les femelles adultes et les jeunes passent l'hiver dans les régions subtropicales et généralement se dirigent vers des latitudes plus importantes avec l'arrivée du printemps, les femelles en gestation se rapprochant également des côtes pour donner naissance à leurs petits. Les mâles adultes restent la majeure partie de l'année dans les zones subtropicales, sauf à la fin de l'hiver et au début du printemps, où ils se rendent  à des latitudes plus importantes pour s'accoupler avec les femelles qui ont mis bas. Durant ces migrations, ils peuvent parcourir jusqu'à 1 320 km. Le Requin cuivre est philopatrique, retournant sur son lieu de naissance année après année.

## Taxinomie
Du fait de son aire de répartition fragmentée, le Requin cuivre a été décrit à plusieurs reprises dans différentes régions. On considère que la première description valide est celle du zoologiste britannique Albert Günther sous le nom de Carcharias brachyurus dans le huitième volume de Catalogue of the fishes in the British Museum paru en 1870. Le premier nom scientifique qui est attribué à l'espèce est toutefois Carcharias remotus, par Auguste Duméril en 1865, jusqu'à ce que l'on se rende compte que le spécimen type associé à ce nom était un Requin nez noir (C. acronotus). Ainsi, ce requin est souvent appelé C. remotus dans la littérature ancienne. Un nom encore plus ancien, Galeolamna greyi, donné par Richard Owen en 1853, fait l'objet d'un questionnement taxonomique car il ne s'appuie que sur une paire de mâchoires aujourd'hui détruites, et qui aurait pu appartenir à un Requin cuivre. Les auteurs modernes ont placé l'animal dans le genre Carcharhinus.
Le nom spécifique brachyurus dérive du grec brachys (« court ») et oura (« queue »). Günther s'appuie à l'origine sur quatre spécimens : un requin empaillé de l'Antarctique et un de Nouvelle-Zélande, qui ont depuis été perdu, et deux fœtus d'Australie qui ont ensuite été identifiés comme étant des fœtus de Requin bouledogue (C. leucas),. En 1882, Jordan et Gilbert nomme l'espèce Carcharias lamellia à partir d'un spécimen de 72 cm collecté au large de San Diego. Mais les animaux décrits par la suite sous cette appellation sont souvent des Requins requiems de sable (Carcharhinus obscurus). Pour assurer la stabilité taxonomique de cette espèce, Jack Garrick a désigné en 1982 une femelle de 2,4 m capturée au large de Whanganui, en Nouvelle-Zélande comme nouveau spécimen type.

## Phylogénie et évolution
Les premiers efforts pour déterminer les relations évolutives du Requin cuivre sont basés sur la morphologie et conduisent à des résultats peu probants : en 1982, Jack Garrick le place en tant que groupe à lui seul dans le genre Carcharhinus, tandis qu'en 1988, Leonard Compagno le place dans un « groupe transitoire » qui comprend également le Requin nez noir (C. acronotus), le Requin à pointes noires (C. melanopterus), le Requin nerveux (C. cautus), le Requin soyeux (C. falciformis) et le Requin de nuit (C. signatus),. L'étude de Gavin Naylor en 1992 sur les allozymes a déterminé que le plus proche apparenté du Requin cuivre était le Requin tisserand (C. brevipinna), mais ne parvient pas à déterminer le reste des relations entre ce requin et les autres membres de son genre. Des dents fossilisées de Requin cuivre ont été retrouvées dans la rivière Pungo en Caroline du Nord, datant du Miocène (il y a entre 23 et 5,3 millions d'années), en Toscane, datant du Pliocène (entre 5,3 et 2,6 millions d'années) et à Costa Mesa en Californie, datant de la fin du Pléistocène (entre 126 000 et 12 000 ans avant notre ère).

## Relations avec l'Homme

### Attaques sur l'Homme
Bien que de grande taille et puissant, le Requin cuivre n'est pas particulièrement agressif envers l'Homme, sauf en présence de nourriture, et on ne le considère pas comme particulièrement dangereux. Toutefois il lui arrive fréquemment de suivre les pêcheurs au harpon afin de voler leurs prises, et il a mordu plusieurs baigneurs en Australie, où il est très abondant,. En mai 2009, l'International Shark Attack File listait 33 attaques sur des personnes et des bateaux de ce requin, dont 17 n'avaient pas été provoquées par la victime et aucune d'entre elles n'ayant été fatale. En septembre 2011, plusieurs témoins lui attribuent cependant une attaque mortelle à Bunker Bay, en Australie-Occidentale.

### Pêche

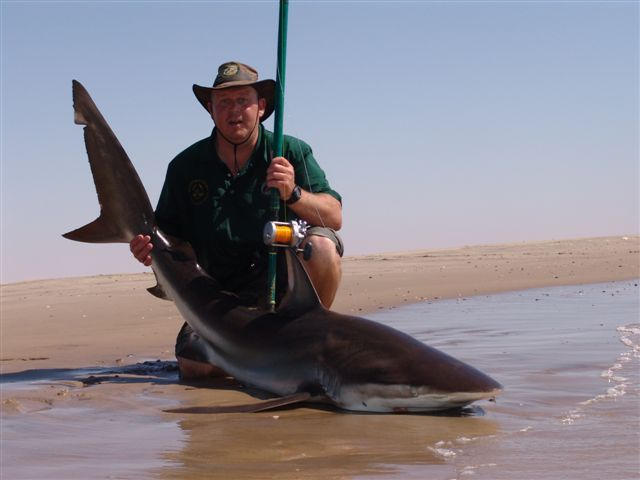
Le Requin cuivre est souvent attrapé par les pêcheurs de loisir.

Le Requin cuivre est pêché au large de la Nouvelle-Zélande et de l'Australie, en Afrique du Sud, au Brésil, en Uruguay, en Argentine, au Mexique et en Chine. C'est aussi une prise accessoire d'autres pêcheurs. Cette espèce est prise dans les filets, les palangres de fond et les chaluts. Sa chair est vendue pour la consommation humaine. Il est également populaire parmi les pêcheurs de loisir en Nouvelle-Zélande, en Australie, en Afrique du Sud, en Argentine, au Mexique et en Californie, principalement par les pêcheurs à la ligne mais également par les pêcheurs au filet. En Nouvelle-Zélande c'est l'espèce de Carcharhinus la plus fréquemment prise par les pêcheurs de loisir, et sa pêche est même devenue une activité prisée l'été sur l'île du Nord, les pêcheurs capturant surtout des femelles en gestation ou venant de mettre bas et les relâchant après les avoir marquées. Une opération de marquage avant relâche est également en cours en Namibie.

### Sauvegarde
L'Union internationale pour la conservation de la nature (UICN) a classé le Requin cuivre comme « quasi-menacé » dans le monde entier, notamment du fait de son rythme de reproduction lent et de sa maturité tardive, qui le rend très sensible au déclin. Localement, l'UICN a classé l'espèce comme de « préoccupation mineure » au large de l'Australie, la Nouvelle-Zélande et l'Afrique du Sud, où sa pêche est généralement bien contrôlée. La population de Requins cuivres dans ces trois pays est presque entièrement contenue dans leurs zones économiques exclusives. Les prises au large de la Nouvelle-Zélande ont fortement diminué depuis le pic de 40 tonnes en 1995/1996, pour ne représenter plus que 20 tonnes en 2001/2002, mais on ne sait pas si cela est lié à une baisse de la population ou au changement des modes de pêche.
Dans l'est du Pacifique, le Requin cuivre est rare et on ne dispose que de très peu de données sur sa pêche, ce qui conduit à le classer dans la catégorie « données insuffisantes ». Toutefois, les prises de l'ensemble des espèces de requins et raies ont décliné dans le Golfe de Californie, où la pêche est importante. Au large de l'Asie de l'Est, il est classé comme « vulnérable ». Bien que l'on ne dispose pas de données spécifiques à l'espèce dans cette zone, on remarque que les populations de requins y ont été décimées dans leur ensemble. Le nombre d'adultes de grande taille est trop peu important pour qu'une pêche dédiée à l'espèce soit maintenue, et ce depuis les années 1970, et la plupart des prises concernent des jeunes. Une autre menace pour cette espèce est la dégradation de son habitat, notamment des zones de nurseries près des côtes par la pollution de l'eau, le développement d'aquaculture, les filets utilisés pour protéger les plages en Afrique du Sud et en Australie et la persécution par les éleveurs de poissons dans le sud de l'Australie. Par ailleurs, comme plusieurs requins de grande taille et actifs, cette espèce est très mal adaptée à la captivité. Elle a tendance à heurter violemment les bords de son enclos, et les blessures qui en résultent s'infectent avec souvent des conséquences mortelles.